# Héctor Socorro
Héctor Socorro (ur. 26 czerwca 1912, zm. 1980) – były kubański piłkarz, reprezentant kraju. Podczas kariery występował na pozycji napastnika.

## Kariera klubowa
Podczas kariery piłkarskiej Héctor Socorro występował w klubie CD Puentes Grandes.

## Kariera reprezentacyjna
Héctor Socorro występował w reprezentacji Kuby w latach trzydziestych. W 1938 roku uczestniczył w mistrzostwach świata. Na mundialu we Francji wystąpił we wszystkich trzech meczach, dwóch spotkaniach I rundy z Rumunią oraz przegranym 0-8 meczu ćwierćfinałowym ze Szwecją. W pierwszym meczu z Rumunią zdobył dwie bramki, w drugim meczu wyrównującą bramkę na 1-1.